# Огонь-Догоновские
Огонь-Догоновские — дворянский род.
Род польского происхождения, восходящий к первой половине XVII века. Пётр-Казимир Огонь (в православии Пётр Дмитриевич) вступил в русское подданство при присоединении Смоленска и пожаловании в стольники. Род Огонь-Догоновских внесён во II и VI части родословных книг Саратовской и Смоленской губерний.
В подавляющем большинстве текстов XX века используется для первой части этой фамилии написание «Огонь», но в XIX веке имелось много примеров написания «О г о н ъ», с твёрдым знаком в конце слова (например, в надписях на надгробиях в некрополе Донского монастыря или в Энциклопедическом словаре Брокгауза и Ефрона). Представляется крайне маловероятным, что при этом носители этой фамилии и родственники не знали уже в XX веке правильного написания своей фамилии. И ведь слово «Огонъ» (с твёрдым знаком в конце и ударением на первом слоге) вовсе не бессмысленное буквосочетание, а может быть переведено с польского как «Хвост» (то есть как вполне типичный вариант для славянских фамилий). Характерно, что носители этой фамилии даже при её написании как «Огонь — Доган…» предпочитали при произношении делать ударение на первом слоге (или использовали односложный вариант «Огнь», при котором смягчение буквы «н» на слух почти не заметно).
- Огонь-Догановский, Аркадий Платонович (1854 — ?) — русский генерал[1]
- Огонь-Догановский, Иван Платонович (1864 — ?) — русский генерал[2]
- Огонь-Догановский, Савва Нилович — штатский полковник, архитектор[3]

Эту фамилию носит эпизодический персонаж знаменитого советского фантастического фильма «Москва — Кассиопея» (1973): академик Василий Огонь-Догоновский.
В Боярских книгах за (1676—1692) род писался, как Догановские:
- Догановский Пётр N — московский дворянин (1676—1677).
- Догановский Петр Дмитриевич — стольник (1686), (вероятно родоначальник).
- Догановские: Михаил и Андрей Ивановичи — стольники (1686—1692)[4].

## Описание герба
В щите, имеющем красное поле, изображена половина золотой Подковы и на ней серебряная Стрела.
Щит увенчан дворянскими шлемом и короной. Нашлемник: две руки. Намёт на щите красный, подложенный золотом.